# Kildinski tjesnac
Kildinski tjesnac (rus. Кильдинский пролив) je tjesnac koja odvaja otok Kildin od poluotoka Kola. Administrativno, pripada ruskoj Murmanskoj oblasti.